# Benilde
Benilde  è un nome proprio di persona italiano femminile.

## Varianti
- Femminili: Benilda[2][3]
  - Ipocoristici: Nilde
- Maschili: Benildo[2][3]

### Varianti in altre lingue
- Basco: Benilde[4]
- Catalano: Benildis[4]
  - Maschili: Benilde[4]
- Latino: Benildes[1]
- Polacco: Benilda
  - Maschili: Benild
- Spagnolo: Benilde, Benildis[4]
  - Maschili: Benildo[4]

## Origine e diffusione
Si tratta di un nome di origine germanica, composto dagli elementi bern (o bero, "orso") e hild ("battaglia", poi divenuto un suffisso privo di significato); un composto di tali radici è attestato, da Förstemann, nelle forme Berhildis, Beroildis e Berildis; alcune fonti interpretano il nome come "combattente dell'orso". Altre fonti riconducono invece il primo elemento a band ("bandiera", "vessillo"), col significato di "bandiera del guerriero".
In Italia è sparso un po' su tutto il territorio nazionale, ma con la metà delle occorrenze in Lombardia e Sardegna; il suo uso, prevalente al femminile, può aver in parte beneficiato della venerazione verso santa Benilde, una dei martiri di Cordova.

## Onomastico
L'onomastico si festeggia il 15 giugno, in memoria di santa Benilde, martire a Cordova. La forma maschile può invece ricordare san Benildo Romançon, religioso, commemorato il 13 agosto.

## Persone

### Variante maschile Benildo
- Benildo Romançon, religioso e santo francese

## Il nome nelle arti
- Benilde è un personaggio del film del 1975 Benilde o la Vergine Madre, diretto da Manoel de Oliveira.